# 龙舌兰
龙舌兰也叫美洲龙舌兰，英文俗称「Century Plant」、「Maguey」，是天门冬科、龙舌兰亚科、龙舌兰属的植物，其鱗根的汁液可以提煉成龍舌蘭糖漿。該種龍舌蘭是部分龍舌蘭酒中的普逵酒的原料，而龍舌蘭酒中最負盛名的特基拉酒（Tequila）所採用的的是龍舌蘭屬中另外一個種藍色龍舌蘭作為原料，而並非由本種製作而成。

## 形态
多年生草本 ，基部呈莲座状。平均壽命大約是28年。长形而尖的灰綠色肉质叶子丛生，叶缘带黄色，边缘有钩剌；十多年后自叶丛抽出高大的花茎，顶生无数花朵，花后植株死亡。有約4米寬的蔓延花環及有的葉約2米長。

## 分布

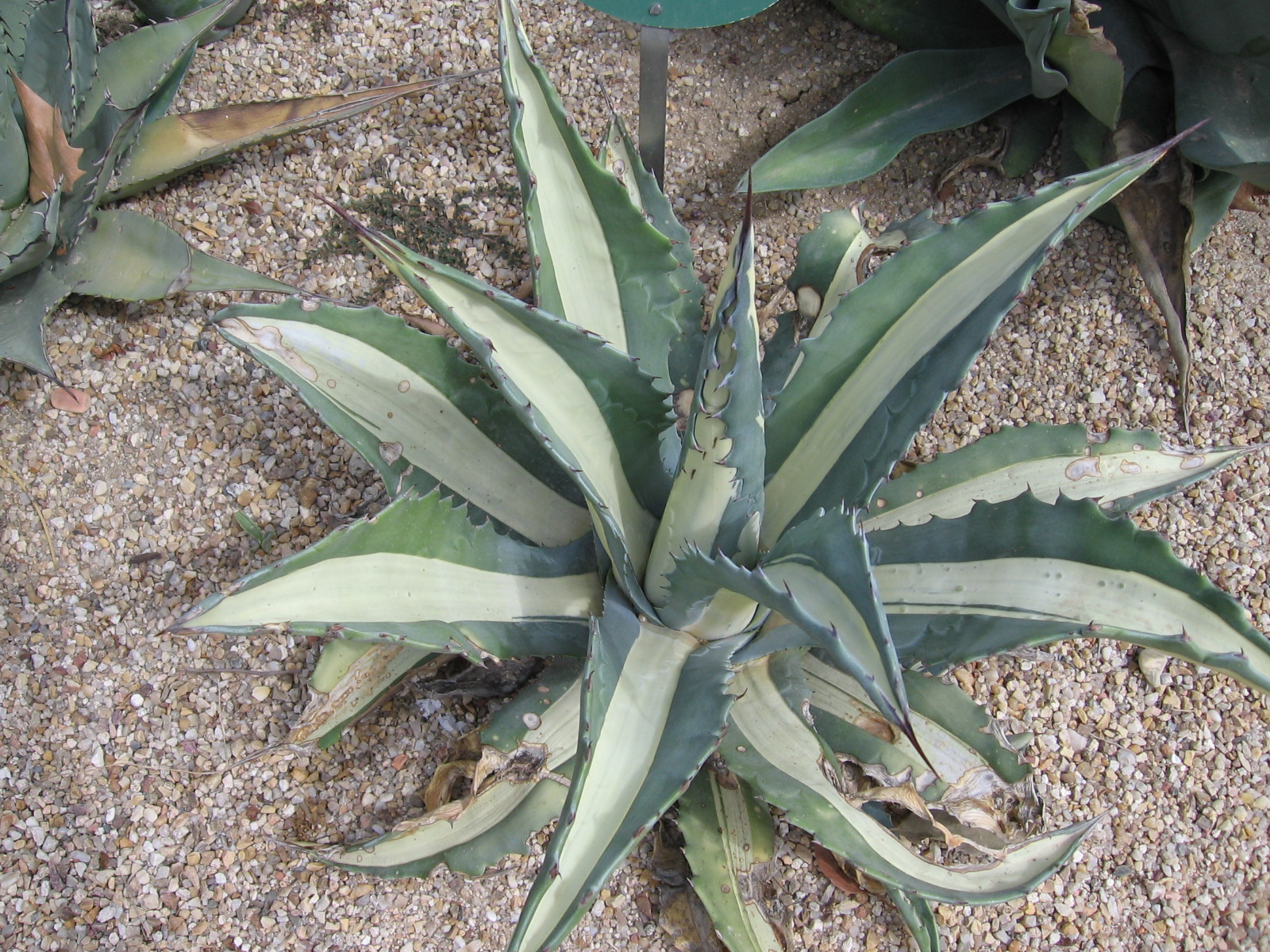
银心龙舌兰

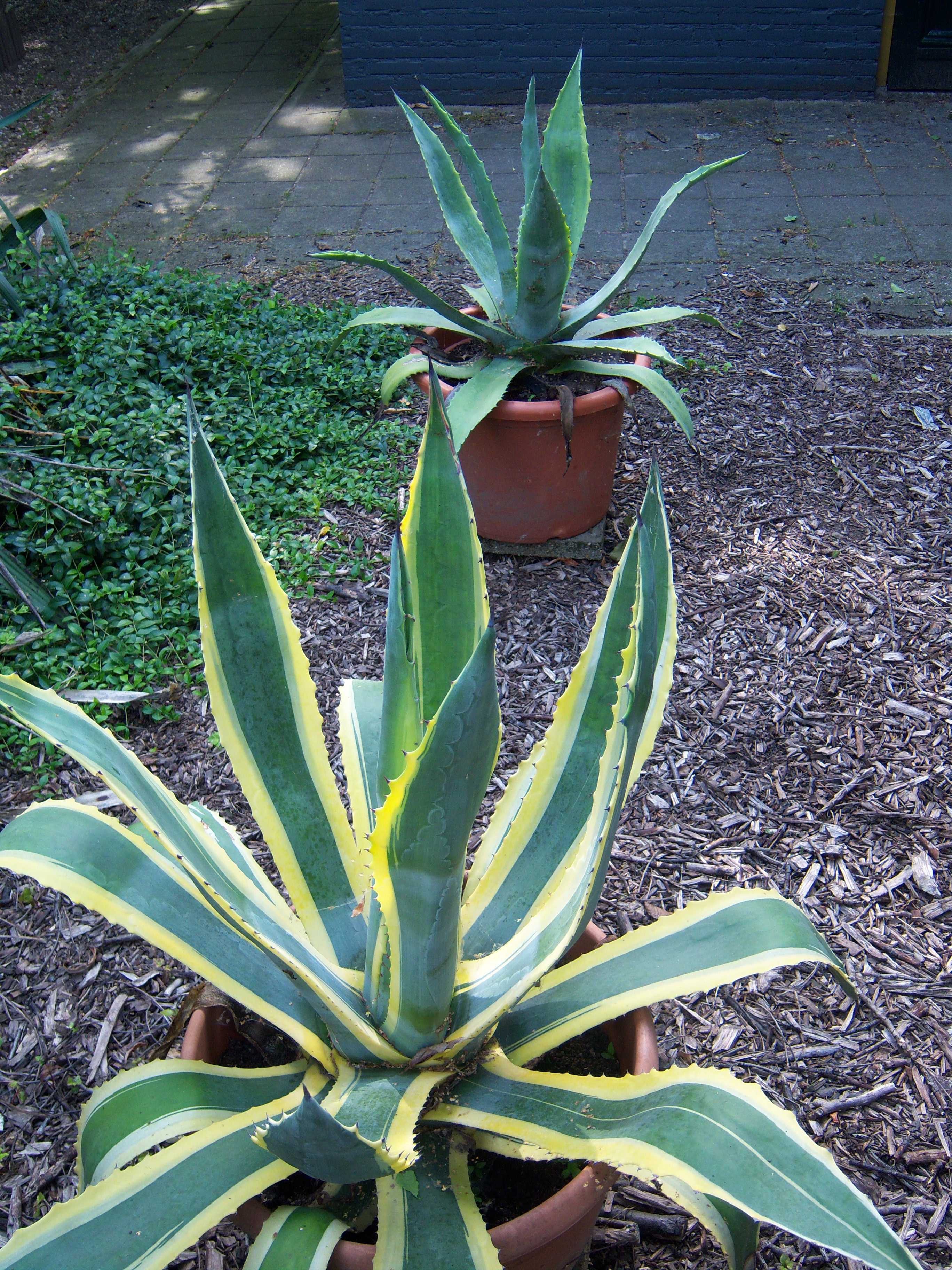
金边龙舌兰

原產於墨西哥，但已被栽培成為其中一種世界性的觀賞植物，有许多栽培品种，如银心龙舌兰、金边龙舌兰。現在許多野生的美洲龙舌兰在歐洲、南非、澳大利亞、新西蘭等地归化。

## 應用價值
- 龍舌蘭萃取液可以製成龍舌蘭糖漿。
- 龍舌蘭的鱗莖經過蒸煮、榨汁、發酵、蒸餾可製成酒(Tequila)。
- 龍舌蘭的纖維可用於製造繩索、籃子、衣服、清潔刷、紡織、紙張和工藝品等。
- 龍舌蘭葉萃取液具有止血的效果，能夠有效幫助止血和促進傷口的癒合，在牙科界被廣泛應用，也具有抗炎和抗氧化特性，有助於維護身體健康。

## 亞種和变种
- Agave americana var. americana
- Agave americana var. expansa
- Agave americana var. latifolia
- Agave americana var. marginata
- Agave americana var. medio-picta
- Agave americana var. oaxacensis
- Agave americana ssp. protamericana
- Agave americana var. striata
- Agave americana var. variegata

## 相關
- 梅斯卡爾酒

## 外部連結
- Lady Bird Johnson Wildflower Center Native Plant Information Network (NPIN) — Agave americana
- Agave americana — UC Photos gallery
- Espelie, Karl E.; Wattendorff, Joachim; Kolattukudy, P. E. . Planta. 1982, 155 (2): 166–75. Bibcode:1982Plant.155..166E. PMID 24271671. S2CID 2514355. doi:10.1007/BF00392548.